# Como la vida misma
Como la vida misma fue una telenovela chilena de comedia romántica creada por Marcelo Castañón y Valentina Pollarolo. Estrenada por Mega el 9 de mayo de 2023, sucediendo en el horario vespertino a La ley de Baltazar. En abril de 2024 se traslada del horario vespertino al nocturno, sucediendo en el horario a Generación 98.
Protagonizada por Sigrid Alegría y Diego Muñoz. Coprotagonizada por Octavia Bernasconi y Andrew Bargsted.

## Sinopsis
Soledad y Alonso son una pareja cuya historia comienza en el ámbito virtual de la aplicación de citas Tinder. Conformada por una diseñadora de vestuario y un ingeniero, su relación, que inicialmente parecía ser una simple conexión en línea, toma un giro significativo cuando deciden consolidar su vida en común. 
Al entrar en esta nueva etapa, Soledad y Alonso se enfrentan al complejo desafío de integrar sus vidas y hogares. Ambos deberán adaptar sus rutinas y expectativas para acomodar a sus respectivos hijos en un solo hogar.

## Reparto
Una lista completa del reparto confirmado se publicó a través de Mega el 1 de mayo de 2023.

### Principales
- Sigrid Alegría como Soledad García
- Diego Muñoz como Alonso Valdés
- Andrés Velasco como Marco Morales
- Íngrid Cruz como Octavia Werner
- Elisa Zulueta como Paula Sáez
- Coca Guazzini como María de La Luz Ruiz-Tagle
- Héctor Noguera como Armando Morales
- Claudio Castellón como Carlos Covarrubias
- Claudia Pérez como Katherine López
- Rodrigo Muñoz como Guillermo Aguilera
- Sebastián Layseca como René García
- Teresita Reyes como Hilda Torres
- Max Salgado como José Luis Morales
- Octavia Bernasconi como Carol Morales
- Andrew Bargsted como Bruno Aguilera
- Amara Pedroso como Alice Turner
- Oliver Borner como Ignacio Hurtado
- Sol Parga como Pía Mendoza
- Bastián Hidalgo como Damián Morales
- Alexander Tobar como Benjamín Valdés

### Recurrentes e invitados especiales
- Ricardo Fernández como Gabriel Moeller[5]
- Gonzalo Valenzuela como Nicolás Bulnes[6]
- Álvaro Espinoza como Clemente Domínguez[7]
- Francisco Dañobeitía como Thiago Acevedo[8]
- Carmen Zabala como Beatriz "Bea" Sotomayor
- Montserrat Ballarin como Romina Yáñez
- Carmina Riego como Adela Menares[9]
- Renato Munster como Juan Cristóbal Sotomayor
- Alfred Borner como Leonardo Covarrubias
- Rodrigo Walker como Juan Francisco "Juanfra" Moeller

## Episodios
| Horario    | Episodios | Estreno             | Final               |
| ---------- | --------- | ------------------- | ------------------- |
| Vespertino | 228       | 9 de mayo de 2023   | 9 de abril de 2024  |
| Nocturno   | 58        | 10 de abril de 2024 | 22 de julio de 2024 |

## Banda sonora
| Intérprete                          | Tema                            | Personaje(s)      | Actor(es)                            |
| ----------------------------------- | ------------------------------- | ----------------- | ------------------------------------ |
| Alejandro González ft. Carlos Vives | «Hasta Viejitos»                | Tema central      | Tema central                         |
| SIVEN                               | «Sin tí»                        | Soledad y Alonso  | Sigrid Alegría y Diego Muñoz         |
| Germán Barcelo ft. Lily Goodman     | «Hoy te invito a ser feliz»     | Malú y Armando    | Coca Guazzini y Héctor Noguera       |
| Melendi ft. Carlos Rivera           | «El único habitante de tu piel» | Paula y Caco      | Elisa Zulueta y Claudio Castellón    |
| SIVEN                               | «Tuyo»                          | Carol y Bruno     | Octavia Bernasconi y Andrew Bargsted |
| Tini                                | «Aquí estoy»                    | Carol             | Octavia Bernasconi                   |
| Nil Moliner                         | «Cien por cien»                 | Joselo y Thiago   | Max Salgado y Francisco Dañobeitía   |
| Consuelo Schuster                   | «Me gusta»                      | Joselo y Alice    | Max Salgado y Amara Pedroso          |
| Matt Hirt                           | «Libro de amor»                 | Bruno y Pía       | Andrew Bargsted y Sol Parga          |
| Sandro Abaldonato                   | «Tchiki Tchiki»                 | Marco y Beatriz   | Andrés Velasco y Carmen Zabala       |
| Álvaro De Luna                      | «Todo contigo»                  | Paula y Nicolás   | Elisa Zulueta y Gonzalo Valenzuela   |
| Clemente ft. Antonio José           | «De primavera»                  | Soledad y Gabriel | Sigrid Alegría y Ricardo Fernández   |
| SIVEN                               | «Me enamoras»                   | Joselo y Juanfra  | Max Salgado y Rodrigo Walker         |

## Premios
| Año  | Premio               | Categoría                              | Nominado(s)        | Resultado |
| ---- | -------------------- | -------------------------------------- | ------------------ | --------- |
| 2023 | Premio Produ         | Mejor Telenovela                       | Como la vida misma | Ganadora  |
| 2024 | 8.º Premios Caleuche | Mejor actor protagónico en teleseries  | Diego Muñoz        | Nominado  |
| 2024 | 8.º Premios Caleuche | Mejor actriz protagónica en teleseries | Sigrid Alegría     | Nominada  |
| 2024 | 8.º Premios Caleuche | Mejor actor de soporte en teleseries   | Andrés Velasco     | Nominado  |
| 2024 | 8.º Premios Caleuche | Mejor actor de soporte en teleseries   | Max Salgado        | Nominado  |
| 2024 | 8.º Premios Caleuche | Mejor actor de soporte en teleseries   | Andrew Bargsted    | Nominado  |
| 2024 | 8.º Premios Caleuche | Mejor actriz de soporte en teleseries  | Octavia Bernasconi | Nominada  |
| 2024 | 8.º Premios Caleuche | Mejor actriz de soporte en teleseries  | Elisa Zulueta      | Nominada  |